# Kutenya (patak)
A Kutenya (horvátul: Kutina) egy patak Horvátországban, a Lónya bal oldali mellékvize.

## Leírása
A Kutenya Nyugat-Szlavóniában, a Monoszlói-hegységben ered és Kutenya városától 8 km-re délre ömlik a Lónyába. Hosszúsága 25,4 km, vízgyűjtő területe 106 km². 